# Round Hill (Loudoun County, Virginie)
Round Hill je město v okrese Loudoun na severu amerického státu Virginie. V roce 2000 mělo 500 obyvatel. Rozloha je 0,5 km², vše z toho souš.

## Dějiny
Round Hill byl začleněn 5. února 1900. Předtím, v rozmezí let 1874–1900 bylo město konečnou stanicí Washingtonské a Ohijské železniční tratě, pozdější Washington and Old Dominion Railroad. Železnice umožnila zemědělcům dovážet své zboží do Washingtonu a obyvatelům hlavního města naopak cestovat za přírodou do okolního venkova. Mnoho starých městských domů byly původně penziony, hostince a bary, kam lidé zamířili po příjezdu do města. Městská poloha byla považována za praktickou, jelikož ležela blízko řeky Shenandoah (11,3 km), národního parku Shenandoah (48,3 km), Appalačské stezky (6,4 km), Harpers Ferry (24,1 km), kanálu Chesapeake and Ohio (19,3 km) a zpevněné (bývalé železniční) stezky Washington and Old Dominion (4,8 km). V nedávných letech bylo město obklopeno rychle rostoucími předměstími Washingtonu, ve kterých se zabydleli tisíce lidí, a to hned vedle Round Hillu. Městská vodovodní a kanalizační síť je zhusta využívána těmito novými sousedy.

## Demografie
Podle sčítání lidu z roku 2000 zde žilo 500 obyvatel, 139 rodin a bylo zde 173 domácností. Celkový počet domů 177. Hustota osídlení byla 1000 ob./km².
Rasové rozdělení bylo následující:
- 91,60 % běloši
- 7,20 % Afroameričané
- 0,60 % Asiaté
- 0,60 % dvě a více ras.

Hispánců bez ohledu na rasu bylo 1,40 % populace.
Z celkového počtu 173 domácností jich 42,2 % mělo dítě mladší 18 let, 65,3 % byly páry žijící spolu, 12,1 % domácností bylo s ženskou hlavou rodiny bez přítomnosti manžela a 19,1 % domácností nebylo obýváno rodinami. 15,6 % všech domácností tvořili jednotlivci a 4,6 % lidé starší 65 let, kteří žili sami. Na průměrnou domácnost vycházelo 2,89 členů a na průměrnou rodinu 3,22 členů.
31,4 % populace mělo méně než 18 let, 60,8 % bylo ve věku 18-64, 7,8 % bylo 65 let a více. Průměrný věk 36 let.Medián příjmů na domácnost činil 58 929 dolarů, na rodinu 62 361 dolarů, u mužů to bylo 41 375 dolarů na hlavu a u žen 33 304 dolarů. Příjem na hlavu byl 24 925 dolarů. Pod hranicí chudoby žilo 5,4 % domácností a 4,2 % rodin, 3,5 % mladších 18 let a 15,7 % nad 64 let.

## Školství a veřejné služby
Round Hill nemá žádné veřejné školy uvnitř svých hranic, avšak základní škola Round Hill se nachází těsně vedle; v červnu 2007 v ní bylo zapsáno 575 studentů. Středoškoláci patří pod Systém veřejných škol okresu Loudoun, lterá zahrnuje i střední školu Woodgrove v Purcellvillu.
Policejní ochrana je poskytována oddělením šerifa pro okres Loudoun. Protipožární a záchranná služba zase Round Hillským dobrovolnickým požárním sborem číslo 4. Mužstvo požárního sboru a záchranného družstva je ještě navíc doplňováno lidmi z požárního a záchranného oddělení okresu Loudoun dvacet čtyři hodin denně sedm dní v týdnu.
Město spravuje vlastní vodovodní a kanalizační systém.

## Noviny
Washington Post, Washington Times a Winchester Star vychází denně, Loudoun Times–Mirror týdně. Navíc ještě občané dostávají zadarmo jednou týdně Leesburg Today, Blue Ridge Leader a Purcellville Gazette, jež obsahují většinou reklamy a inzeráty.

## Kostely
Ve městě jsou čtyři kostely – baptistické kostely Round Hill a Mount Zion, metodistický kostel a Bible Church.

## Významní rodáci a obyvatelé
- Lyndon LaRouche